# 吉田有里 (声優)
吉田 有里（よしだ ゆーり）は、日本の女性声優。佐賀県出身。シグマ・セブン所属。

## 人物・来歴
2012年に松嵜麗や三上枝織と共に歌う電波ソングCD『電波ソング通信部  電撃作戦トルネイド』で活動開始。アニメーション声優としてのデビュー作は2014年1月放送開始の『未確認で進行形』であり、同作品において初のメインキャラクターである三峰真白役を務める。
特技は、円周率50桁の暗唱。
趣味はサウナ。サウナ・スパ健康アドバイザーの資格を保有している。
名前の読みは本名が「ゆうり」で芸名のほうが「ゆーり」である。
「シグマセブンの爆弾」という異名が存在する。これは養成所に所属していた頃、偶然居合わせた部外者が発した一言がきっかけで生まれ、現場で定着した後に自称するようになった、と本人が発言していた。しかし、2017年1月26日(木)放送の『ニッポン放送「吉田尚記 dスタジオ supported by docomo」第32回』内において、偶然居合わせた部外者ではなく、シグマ・セブンの社長の発言がこの異名の起源であった事が判明した。
2015年5月26日放送の『吉田照美 飛べ!サルバドール』内のコーナー「飛び出せ! 子ザル」に登場し、声優・金田朋子と共演を果たした。この共演に至ったのは、スタッフが打ち合わせの際に偶然聞いた声が金田に似ていたためだった。
元プロサッカー選手の内田篤人の大ファン。
2023年7月1日よりシグマセブンeからシグマセブンに所属変更。

## 出演
太字はメインキャラクター。

### テレビアニメ
2014年
- カードファイト!! ヴァンガードG（2014年 - 2018年、ヴァンガ郎） - 5シリーズ
- トライブクルクル（大烏モミジ）
- 巻き巻き！キノイくん （キノイくん）
- 未確認で進行形（三峰真白）

2015年
- パンチライン（チラ之助）
- ブレイブビーツ（アドリーヌ）

2016年
- ディバインゲート（めたぼん）

2017年
- アイドル事変（天羽くるは）
- ひなこのーと（黒柳ルリ子）
- URAHARA（白子）

2018年
- 魔法少女 俺（妖魔）
- BanG Dream! ガルパ☆ピコ（2018年 - 2022年、北沢はぐみ） - 3シリーズ
- ゾンビランドサガ（2018年 - 2021年、アナウンス、チェキ会の客B、殺女B、女子高生ファンA、観客D 他） - 2シリーズ

2019年
- BanG Dream!（2019年 - 2022年、北沢はぐみ） - 2シリーズ + 1作品
- メルヘン・メドヘン（アリス）
- 女子高生の無駄づかい（おとも）
- アフリカのサラリーマン（カラス、うさぎの歯科助手、エボシドリ、ダチョウ）

2020年
- 地縛少年花子くん（2020年 - 2025年、もっけA） - 3シリーズ
- カードファイト!! ヴァンガード外伝 イフ-if-（シュカ）
- ゾゾゾ ゾンビーくん（女性）
- ミュークルドリーミー（妖精C）

2021年
- はたらく細胞!!（乳酸菌〈クロ〉） - 2020年に『「はたらく細胞!!」最強の敵、再び。体の中は“腸”大騒ぎ！』として先行劇場上映
- BLUE REFLECTION RAY/澪（女子高生）
- 王様ランキング（2021年 - 2023年、少女） - 2シリーズ

2022年
- 恋愛フロップス（各国ラブリン）

2023年
- Buddy Daddies（いちごう）
- 放課後少年花子くん（2023年 - 2024年、もっけA、もっけ、ふぇありー、ドアマンA〈もっけA〉） - 2シリーズ

2024年
- 魔都精兵のスレイブ（備前銀奈）
- 戦国妖狐（カラス、コジロー） - 2シリーズ
- Unnamed Memory（2024年 - 2025年、ミラ） - 2シリーズ

2025年
- おしりたんてい（かいとうI）
- アポカリプスホテル（ナメクジ宇宙人1）

### 劇場アニメ
- 映画 キラキラ☆プリキュアアラモード パリッと!想い出のミルフィーユ!（2017年、巨大スイーツ〈究極のスイーツオバケ〉）
- フリクリ オルタナ（2018年、辺田友美〈ペッツ〉[33]）
- BanG Dream! FILM LIVE / 2nd Stage（2019年 - 2021年、北沢はぐみ[34][35]） - 2作品
- 劇場版 BanG Dream! Episode of Roselia II：Song I am.（2021年、北沢はぐみ）
- 劇場版 BanG Dream! ぽっぴん'どりーむ!（2022年、北沢はぐみ）
- 映画おしりたんてい スター・アンド・ムーン（2025年、かいとうI〈アイボリー〉[36]）

### Webアニメ
- モンスターストライク（2018年、ハムシル）
- みにヴぁん ら〜じ（2021年 - 2022年、ヴァンガ郎、シュカ） - 2シリーズ

### ゲーム
2015年
- 俺に働けって言われても 酉（アザレア）
- パズル戦隊デナレンジャー（海堂ウイ）
- ミラクルガールズフェスティバル（三峰真白）
- 三国志パズル大戦（張母）

2016年
- アイドル事変（天羽くるは）
- 逆襲のファンタジカ: ブラッドライン（リゲル）
- パンチライン（チラ之助）
- モン娘☆は〜れむ（リチェル）
- 白猫テニス（メアリ）
- ワールドクロスサーガ -時と少女と鏡の扉-（2016年 - 2018年、アーサー、スライム、スラちゃん、スラちゃんR、ユーサー、ランプの魔神、クシナダヒメ）

2017年
- クイズRPG 魔法使いと黒猫のウィズ（ストリー・ヒスト）
- バンドリ！ ガールズバンドパーティ！（2017年 - 2023年、北沢はぐみ）
- ブレイブソード×ブレイズソウル（2017年 - 2018年、ドラグヴァンディル、ユートピア、ドウロヒョウシキ）
- PaniPani-パラレルニクスパンドラナイト- （星たぬ彦）

2018年
- 温泉むすめ ゆのはな これくしょん（こんぴら桃萌）
- プレカトゥスの天秤（サニア・アイトリー）
- 蒼の三国志（董白）
- 恒星少女 -Do The Scientists Dream of Girls'Asterism?-（アクベンス）

2019年
- 少女とドラゴン -幻獣契約クリプトラクト-（レルイ、メリーナ）
- Epic Seven-エピックセブン-（アルカサス）
- 逆転オセロニア（リューラ）
- 天華百剣 -斬-（毛利藤四郎）

2020年
- マルコと銀河竜 〜MARCO & GALAXY DRAGON〜（アルコ）

2021年
- アニマエ・アルケー（魅衣、御巫女）
- 少女キャリバー.io（アスカロン）

### 吹き替え
- エイリにゃん（2016年、ガーク[69]）
- ふしぎの国 アンフィビア（2019年 -、ポリー[70]）

### ドラマCD
- TVアニメ 未確認で進行形 公式ファンブック MDS OFFICIAL REPORT 録り下ろしドラマCD（2014年、三峰真白[71]）
- 未確認で進行形 コミックス6 - 9、11巻 ドラマCD付き特装版（2015年 - 2020年、三峰真白[72][73][74][75][76]）
- パンチライン 限定版特典ドラマCD（2016年、チラ之助[77]）
- BanG Dream! シリーズ（2019年 - 、北沢はぐみ[78][79]）
- ドラマCD 『放課後少年花子くん』 （2020年、もっけ[80]）※BD&DVD上巻特典ドラマCD

### テレビ番組
※はインターネット配信
- Voice Bar キュイーン'S（2014年 - 2016年、NOTTV）- ギャルソン役
- お祓え!西神社（2015年 - 、Pigoo）
- 西明日香・吉田有里のたびび!!（2017年、AbemaTV※）[81]
- 吉田有里と田中ちえ美の “仲間になりたそうにこちらを見ている”（2020年 - 2021年、ニコニコ生放送※）[82]
- 吉田有里がんばれチャンネル（2021年 - 、ニコニコ生放送※）[83]

### 映像商品
- 未確認で進行形 原作コミックス第4巻 DVD付き限定版（2013年[84][85]）
- 未確認で進行形 BD&DVD vol.1,3,5,6（2014年[86][87]※映像特典）
- お祓え!西神社 Vol.1 - 12（2015年 - 2019年[88][89][90][91][92][93][94][95][96][97][98][99]）
- 未確認で進行形 Blu-ray BOX 特典映像「未確認で旅行形」（2016年[100]）
- SEASIDE SUMMER FESTIVAL 2016 〜シーサイド大運動会〜（2017年[101]）
- 温泉むすめ 3rd LIVE “NOW ON☆SENSATION!! Vol.3”～ワイワイワッチョイナ！！～（2018年[102]）
- FIVE STARS FESTIVAL 2018（2019年[103]）
- 春佳・彩花のSSちゃんねるCOME²吉田有里（2019年[104]）

### ラジオ
※はインターネット配信。
- 未確認で進行形〜うまく言えないのでラジオで確認してください〜（2014年、音泉※）[105]
- パンチラジオ（2015年、音泉※）[106]
- A&G NEXT BREAKS FIVE STARS（2015年 - 2019年、超!A&G+※）[107]
- 吉田照井の飛べ!カルボナーラ（2015年、超!A&G+※）[108]
- RADIOアニメロミックス 内山夕実と吉田有里のゆゆらじ（2015年 - 2019年、ニコニコ動画※）[109]
- 「俺に働けって言われても酉」発売記念特番（2016年、音泉※）[110]
- マルコとアルコと銀河ラジオ（2020年、YouTube※）[111]
- ハロー、ハッピーワールド！のRadioすまいる！(2021年 -、響 - HiBiKi Radio Station -※) [112]

### ラジオCD
- 未確認で進行形〜うまく言えないのでラジオで確認してください〜 （2014年）
  - ラジオCD Vol.1 - 3[113][114][115]
  - ラジオCD Vol.1 - 3 音泉通販特典CD[116][117][118]
  - ＜音泉＞スペシャルCD2014夏[119]
  - グッズセット 録りおろし特別CD[120]
- パンチラジオ（2015年）
  - ラジオCD「パンチラジオ」[121]
  - ラジオCD 「パンチラジオ」音泉通販特典CD[122]
- ひなこのーと ラジオひととせ（2017年)
  - ラジオCD Vol.1 - 2 第7回ゲスト、新規録りおろしゲスト[123][124]
- RADIOアニメロミックス 内山夕実と吉田有里のゆゆらじ（2018年)
  - ゆゆらじ DJCD vol.1 古参も新参も全員集合![125]
- 『フランシュシュ2号の佐賀がサガであるために From ゾンビランドサガ リベンジ』ゲスト（2021年)
  - ゾンビランドサガ リベンジ SAGA.2 永続特典 ゲスト[126][127]

### ナレーション
- KADOKAWA 月刊コミック電撃大王
- MKレストラン ブランチ博多店 WebCM[128]
- MKレストラン YouTube広告[129]

### その他コンテンツ
- エンジェル・フェスタ!（美月ゆず[130]）
- 内山夕実と吉田有里のゆゆらじ LINE スタンプ1-4[131][132][133][134]※ボイス無し
- バンドリ！×CoCo壱番屋キャンペーン（北沢はぐみ[135][136]）※録り下ろしオリジナルボイス
- エピックセブン特別先行プレイレポート（2019年、YouTube）[137]
- 「地縛少年花子くん」ボイススタンプ LINE スタンプ（2020年、もっけA[138]）

- 吉田有里 FAN PROJECT produce by R4G（2021年5月27日 - 6月27日[139]）
  - YR LINE SLEEVE TRAINER
  - YR TEE
  - YR ASYMMETRY LONG SHIRT
  - YR SOCKS
  - YR BUCKET HAT
  - YR LOGO BELT
  - YR FACE COVER

## ディスコグラフィ

### キャラクターソング
| 発売日   | 商品名                                                                                    | 歌 | 楽曲 | 備考                                             |
| 2012年   | 2012年                                                                                    | 2012年 | 2012年 | 2012年                                           |
| -------- | ----------------------------------------------------------------------------------------- | --- | --- | ------------------------------------------------ |
| 12月29日 | 電波ソング通信部 電撃作戦トルネイド                                                       | ニコラ・T・藤井（吉田有里）、渡利杏樹（松嵜麗）、有栖川すばる（三上枝織）                                                                             | 「電撃作戦トルネイド! 〜銀河の中心で恋を叫ぶ〜」 「you are the わん!」 「ユニバーサルトランスレーションの奇跡」 | 『電波ソング通信部』関連曲                       |
| 2014年   |                                                                                           | | |                                                  |
| 2月19日  | とまどい→レシピ                                                                           | みかくにんぐッ！ | 「とまどい→レシピ」                                                                                             | テレビアニメ『未確認で進行形』オープニングテーマ |
| 2月19日  | とまどい→レシピ                                                                           | みかくにんぐッ！ | 「放課後ばけーしょん」                                                                                          | テレビアニメ『未確認で進行形』関連曲             |
| 2月19日  | まっしろわーるど                                                                          | みかくにんぐッ！ | 「まっしろわーるど」                                                                                            | テレビアニメ『未確認で進行形』エンディングテーマ |
| 2月19日  | まっしろわーるど                                                                          | みかくにんぐッ！ | 「ぜんたい的にセンセーション」                                                                                  | テレビアニメ『未確認で進行形』関連曲             |
| 3月19日  | 未確認でキャラソン03                                                                      | 三峰真白（吉田有里） | 「きっちんぱとろーる」 「ちゃおちゃお♡ドルチェ」 「ぜんたい的にセンセーション」                                 | テレビアニメ『未確認で進行形』関連曲             |
| 3月19日  | 未確認で進行形 DVD & Blu-ray Vol.1 音声特典 キャラクターソングCD                          | ひばり高校1年3組 | 「めっせーじ！」                                                                                                | テレビアニメ『未確認で進行形』関連曲             |
| 4月16日  | 未確認で進行形 DVD & Blu-ray Vol.2 音声特典 キャラクターソングCD                          | 三峰真白（吉田有里） | 「とまどい→レシピ」                                                                                             | テレビアニメ『未確認で進行形』関連曲             |
| 5月14日  | 未確認で進行形 DVD & Blu-ray Vol.3 音声特典 キャラクターソングCD                          | ひばり高校ひみつ組 | 「無関係でも親交中」                                                                                            | テレビアニメ『未確認で進行形』関連曲             |
| 2015年   |                                                                                           | | |                                                  |
| 3月18日  | 未確認で歌唱形 〜主題歌やらそうじゃないのやら色々入っているのでとにかく聴いてください。〜 | みかくにんぐッ！ | 「未確認ふゅーちゃー」                                                                                          | テレビアニメ『未確認で進行形』関連曲             |
| 11月25日 | パンチライン BD・DVD第5巻特典CD                                                           | チラ之助（吉田有里） | 「WAKU-RABA!」                                                                                                  | テレビアニメ『パンチライン』関連曲               |
| 2017年   |                                                                                           | | |                                                  |
| 1月25日  | 歌え！愛の公約                                                                            | SMILE♥X | 「歌え！愛の公約」                                                                                              | テレビアニメ『アイドル事変』オープニングテーマ   |
| 1月25日  | 歌え！愛の公約                                                                            | SMILE♥X | 「ザッツマイポリ」                                                                                              | ゲーム『アイドル事変』関連曲                     |
| 3月22日  | アイドル事変 第1巻 特典CD                                                                 | SMILE♥X | 「ときめき Full Throttle」                                                                                      | ゲーム『アイドル事変』関連曲                     |
| 3月22日  | Green Fairy                                                                               | カーバンクル | 「ワンダーランドの角砂糖」                                                                                      | ゲーム『アイドル事変』関連曲                     |
| 3月22日  | Green Fairy                                                                               | カーバンクル | 「Green Fairy」                                                                                                 | テレビアニメ『アイドル事変』挿入歌               |
| 9月27日  | ひなこのーと Blu-ray＆DVD 初回生産版特典CD                                                | 黒柳ルリ子（吉田有里） | 「爛漫ロード」                                                                                                  | テレビアニメ『ひなこのーと』関連曲               |
| 10月18日 | イプシロン進化論                                                                          | Adhara | 「イプシロン進化論」 「孤高のピエロ」                                                                           | 『温泉むすめ』関連曲                             |
| 2019年   |                                                                                           | | |                                                  |
| 10月16日 | 温泉むすめコンプリートアルバム Vol.2                                                      | Adhara | 「星に集いし乙女の物語-プロローグ-」 「覚醒 sinfonia」                                                          | 『温泉むすめ』関連曲                             |
| 2021年   |                                                                                           | | |                                                  |
| 1月13日  | GO!GO!細胞フェスタ                                                                        | 赤血球（花澤香菜）、白血球（前野智昭）、キラーT細胞/メモリーT細胞（小野大輔）、マクロファージ（井上喜久子）、一般細胞（小林裕介）、乳酸菌（吉田有里） | 「GO!GO!細胞フェスタ」                                                                                          | テレビアニメ『はたらく細胞!!』オープニングテーマ |
| 7月21日  | 百華繚乱 参                                                                               | 粟田口国吉（柴田芽衣）、乱藤四郎（首藤志奈）、毛利藤四郎（吉田有里）                                                                                  | 「Shy×Shy×Shining!!!」                                                                                          | ゲーム『天華百剣 -斬-』関連曲                    |

### その他参加楽曲
| 発売日         | 商品名                            | 歌         | 楽曲                                      | 備考                                             |
| -------------- | --------------------------------- | ---------- | ----------------------------------------- | ------------------------------------------------ |
| 2015年12月28日 | 無限大の未来へ/Twinkle Collector  | FIVE STARS | 「無限大の未来へ」 「Twinkle Collector」  | ラジオ『A&G NEXT BREAKS FIVE STARS』テーマソング |
| 2016年12月29日 | Bright Future/夕焼けオレンジ      | FIVE STARS | 「Bright Future」 「夕焼けオレンジ」      | ラジオ『A&G NEXT BREAKS FIVE STARS』テーマソング |
| 2019年2月4日   | Magic Hour p.m.8/ラブラブのテーマ | FIVE STARS | 「Magic Hour p.m.8」 「ラブラブのテーマ」 | ラジオ『A&G NEXT BREAKS FIVE STARS』テーマソング |

### シリーズ一覧
1. ↑  第1期（2014年 - 2015年）、第2期『ギアースクライシス編』（2015年）、第3期『ストライドゲート編』（2016年）、第4期『NEXT』（2017年）、第5期『Z』（2018年）
2. ↑  第1期（2018年）、第2期『〜大盛り〜』（2020年）、第3期『ふぃーばー！』（2021年 - 2022年）
3. ↑  第1期（2018年）、第2期『リベンジ』（2021年）
4. ↑  第2期『2nd Season』（2019年）、第3期『3rd Season』（2020年）、『ガルパ5周年記念アニメ』（2022年）
5. ↑  第1期（2020年）、第2期『2』第1クール（2025年）、第2期『2』第2クール（2025年）
6. ↑  第1作（2021年）、第2作『勇気の宝箱』（2023年）
7. ↑  第1話 - 第4話（2023年）、続編4話（2024年）
8. ↑  第一部『世直し姉弟編』（2024年）、第二部『千魔混沌編』（2024年）
9. ↑  第1期（2024年）、第2期『Act.2』（2025年）

### 初出話一覧
1. ↑  第2期 第1話初出
2. ↑  第1期 第2話初出
3. ↑  第11話初出
4. ↑  第1話初出
5. ↑  第2話初出
6. ↑  第3話初出
7. ↑  第8話初出
8. ↑  第4話初出
9. ↑  第一部 第9話初出
10. ↑  第一部 第11話初出
11. ↑  第13話初出
12. ↑  第7話初出
13. ↑  第112話初出
14. ↑  第10話初出

### ユニットメンバー
1. 1 2  夜ノ森小紅（照井春佳）、夜ノ森紅緒（松井恵理子）、三峰真白（吉田有里）
2. ↑  夜ノ森小紅（照井春佳）、三峰真白（吉田有里）、桃内まゆら（愛美）
3. ↑  夜ノ森小紅（照井春佳）、三峰真白（吉田有里）、末続このは（藤田咲）
4. ↑  星菜夏月（八島さらら）、鬼丸靜（渕上舞）、近堂幸恵（上田麗奈）、不動瑞希（Lynn）、飯塚桜子（久保ユリカ）、桃井梅（仲谷明香）、天羽くるは（吉田有里）、小水流ミカ（赤﨑千夏）、闇†林檎様（山本希望）
5. ↑  天羽くるは（吉田有里）、清水由奈（芹澤優）、雨宮唯奈（近藤唯）
6. 1 2  黒川姫楽（田中美海）、湯の川聖羅（野口瑠璃子）、月岡来瑠碧（西田望見）、花巻吹歌（飯田里穂）、乳頭和（三上枝織）、白骨朋依（新田ひより）、こんぴら桃萌（吉田有里）
7. ↑  黒沢ともよ、深川芹亜、田中美海、松田利冴、吉田有里